# Tahiyya Kariokka

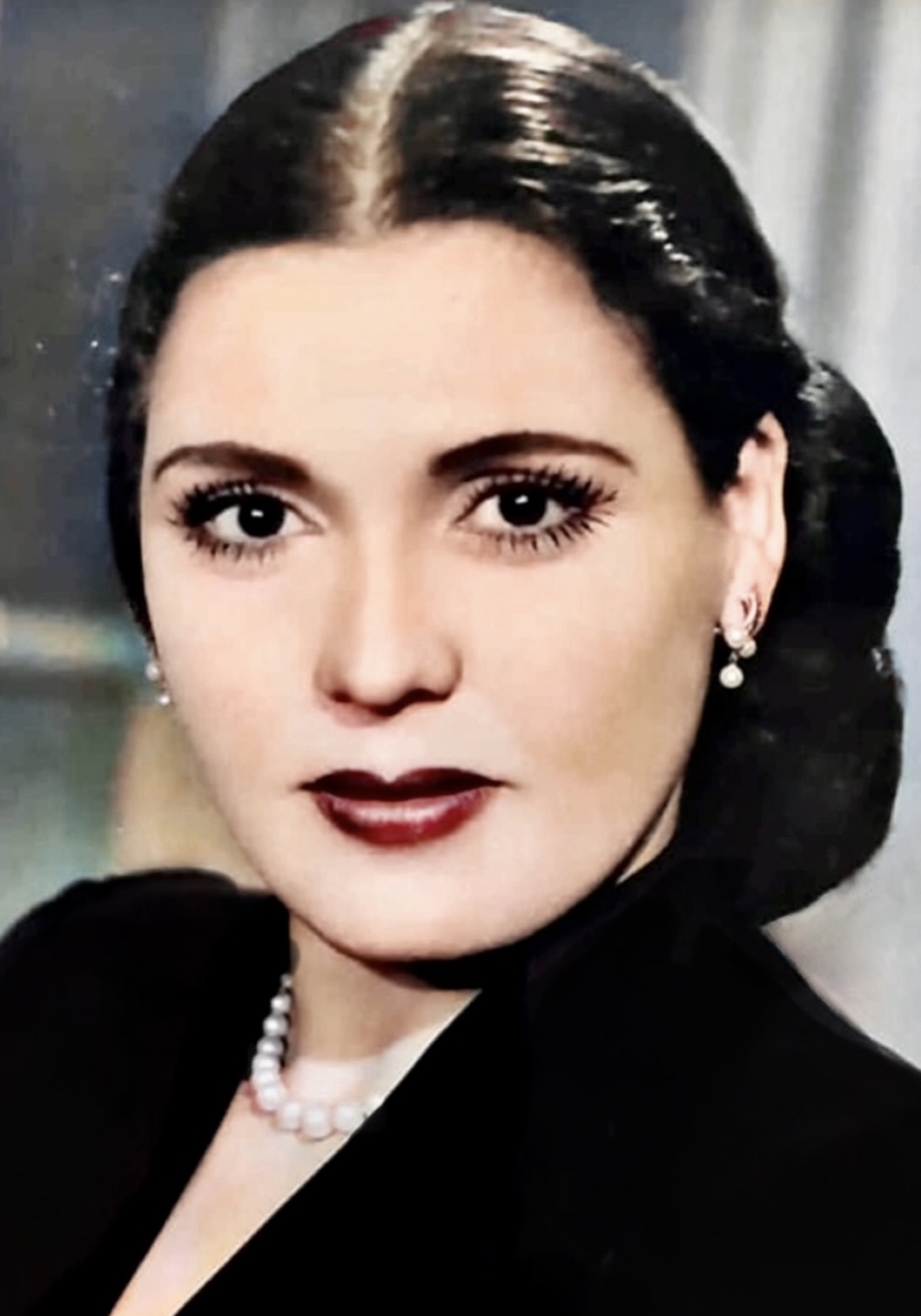
Tahiyya Kariokka, um 1941

Tahiyya Kariokka (anhörenⓘ, arabisch تحية كاريوكا, DMG Taḥiyya Kāriyūkā, international auch: Taheyya Kariokka, bürgerlicher Name Badawiya Muhammad Ali al-Nidani, arabisch بدوية محمد علي النيداني, DMG Badawiyya Muḥammad ʿAlī al-Nīdānī); geb. am 22. Februar 1915 oder 1919 in Ismailia; gest. am 20. September 1999 in Kairo, war eine ägyptische Bauchtänzerin und Schauspielerin muslimischen Glaubens.
Kariokka begann ihre Karriere als Bauchtänzerin bei Badia Masabni und prägte maßgeblich den orientalischen Tanz in seiner klassisch-ägyptischen Form des Kairoer Stils. Ebenso gilt sie als eine der bedeutendsten Schauspielerinnen der ägyptischen Filmgeschichte und wirkte in über 300 Film- und Fernsehproduktionen mit. Von Medien und bekannten Persönlichkeiten wurde Kariokka unter anderem als „Königin des orientalischen Tanzes“ und „Marilyn Monroe der arabischen Welt“ bezeichnet.

## Frühes Leben
Ihr Geburtsdatum ist umstritten, da sie selbst ein Geheimnis darum machte. Die bedeutende ägyptische Zeitung al-Ahram gibt den 22. Februar 1915 als wahrscheinliches Geburtsdatum an, das ägyptische Medium al-Masrawy den 22. Februar 1919. Als Badawiya Muhammad Ali al-Nidani wurde sie in Ismailia am Suezkanal als Tochter einer muslimischen Familie geboren. Ihr Vater heiratete insgesamt sieben Mal, wobei auch ihre Mutter von einer Scheidung betroffen war, sie selbst blieb bei ihrem Vater. Bereits als Jugendliche begeisterte sie sich für den ländlichen orientalischen Tanz und trat öffentlich auf, was seitens ihrer Familie auf massives Unverständnis stieß. Durch ihren ältesten Bruder erlebte sie psychischen und körperlichen Missbrauch, so verbot er ihr nach draußen zu gehen. kettete sie ans Bett und schor ihr einmal sogar den Kopf.
Im Alter von zwölf bzw. dreizehn Jahren floh das Mädchen, die später als sehr willensstarke, zielstrebige mutige Persönlichkeit beschrieben wurde, aus dem Haus ihrer Eltern nach Kairo, wo sie zunächst bei der Sängerin Suad Mahsen unterkam, einer Bekannten ihrer Brüder, die sie auch als Statistin in einem ihrer Stücke einsetzte. In Kairo ging sie auf die Ivanova-Tanzschule, wo sie ihren Orientalischen Tanz verbesserte und zog schließlich in die Muhammad-Ali-Straße – das vorrevolutionäre Kairoer Pendant zum Broadway. Schließlich begann sie im berühmten Tanz-Nachtclub der libanesischen Bauchtänzerin Badia Masabni aufzutreten, die ihre Mentorin wurde.

## Karriere als Bauchtänzerin und Schauspielerin

### Orientalischer Tanz
Badia Masabnis Club war eine Nachbildung eines britischen Musiksaals und wurde sowohl von den britischen Kolonialverwaltern als auch von der lokalen Aristokratie gerne besucht. Das Publikum umfasste Männer und Frauen, die Tänzerinnen trugen elegante, mit Juwelen besetzte Kleider, die manchmal den Bauch frei ließen. Die Auftritte dauerten in der Regel 20 bis 25 Minuten. Hier begann sie unter dem Namen Tahiyya Muhammad zunächst als Gruppentänzerin und arbeitete sich als langsam zur Solotänzerin hoch. Fasziniert von lateinamerikanischen Rhythmen begann sie diese in ihre Auftritte einzubauen, und nahm in Anlehnung an das Lied Carioca und dazugehörigen Tanz den Künstlernamen Tahiyya Kariokka an.

Die Konkurrenz im Cabaret war hart, vor allem gegen Samia Gamal, die zu Beginn ihrer Karriere ebenfalls dort tanzte, wobei sich die Stile der beiden Tänzerinnen grundlegend unterschieden. Wie Gamal wurde Tahiyya Kariokka zu einer Pionierin des modernen Orientalischen Tanzes, in seiner klassisch-ägyptischen Form. Wie bei Gamal stieg auch Kariokkas Popularität zwischen 1930 und 1940 steil an, sodass sogar der ägyptische König Faruq sie für Auftritte engagierte. Als dieser ihr einmal einen Eiswürfel in den Ausschnitt warf, gab sie ihm eine Ohrfeige. 
„Jede anständige orientalische Tänzerin muss das Leben, den Tod, das Glück, die Trauer, die Liebe und die Wut ausdrücken, aber vor allem muss sie Würde haben.“ – Tahiyya Kariyuka
1963 beendete Kariokka, nun bereits über 40-jährig und im Filmgeschäft fest etabliert, ihre Tanzkarriere.

### Schauspiel- und Filmkarriere
1935 wurde der Pionierregisseur Togo Mizrahi auf Kariokka aufmerksam und besetzte sie in seinem Film „Doktor Farahat“ Es folgten weitere Angebote; bis 1942 wirkte sie bereits in sieben Filmen, zumeist von Togo Mizrahi inszeniert, mit. Aus Angst nur auf ihre Rolle als Bauchtänzerin reduziert zu werden, gründete Kariokka mit dem Schauspieler Hussein Sedky und dem Regisseur Hussein Fawzi eine Produktionsfirma. Die hauseigene Produktion Ahib al ghalat wurde ihre erste Hauptrolle. 1944 gelang ihr mit „The Concealment Cap“, inszeniert von Niazi Mostafa, der Durchbruch.
Sowohl durch ihren Tanz als auch den Film wurde Kariokka nun im weiten arabischen Raum bekannt. Während viele Bauchtänzerinnen erst in späteren Jahren zum Film kamen; ihre Mentorin Badia Masabni erst im Alter von etwa 40, gehörte Tahiyya Kariokka wie Samia Gamal und Naima Akef zu den Ausnahmetalenten, deren Filmkarrieren bereits im Alter von Anfang 20 begannen, oder wie im Fall von Kariokka möglicherweise sogar noch minderjährig.
In den folgenden Jahrzehnten wirkte Kariokka in insgesamt über 300 Filmen, Fernsehsendungen und Theaterstücken mit. Bis Mitte der 1980er-Jahre betrieb sie ihr eigenes Theater in Kairo, wo sie auch bei der Auswahl und Inszenierung von Stücken. Einer ihrer beliebtesten Filme war „Youth of a Woman“, in dem sie eine Vermieterin spielte, die einen naiven, jungen Bauernstudenten verführt. Der Film wurde auf dem Internationalen Filmfestival von Cannes 1956 gezeigt.

## Politisches Engagement
Während Palästinakrieges 1948 transportierte Kariokka in ihrem Auto Waffen für die palästinensischen Fedajin.
Nach dem Militärputsch in Ägypten 1952 durch die Freien Offiziere unter Gamal Abdel Nasser wurde Kariokka verhaftet und mit ihrem damaligen Ehemann, dem Offizier Mustafa Kamal Sadiqi, 101 Tage lang inhaftiert. Nachdem sie das neue Nasser-Regime kritisierte – es sei nicht anders als unter König Faruq – wurde sie erneut inhaftiert. Während des Abützungskrieges zwischen Ägypten und Israel reiste sie mit anderen Prominenten wie etwa der Schauspielerin Nadia Lutfi auf einem Zug durchs Land und sammelte Spenden für den Roten Halbmond.
Kariokka war Mitglied einer kommunistischen Organisation und führte 1978 einen Streik der Schauspielgewerkschaften an, bei dem sie zehn Tage lang hungerte, weil sie sich weigerte, ein Gesetz zu akzeptieren, das dem Präsidenten das Recht gibt, für das ganze Leben zu kandidieren.

## Privatleben

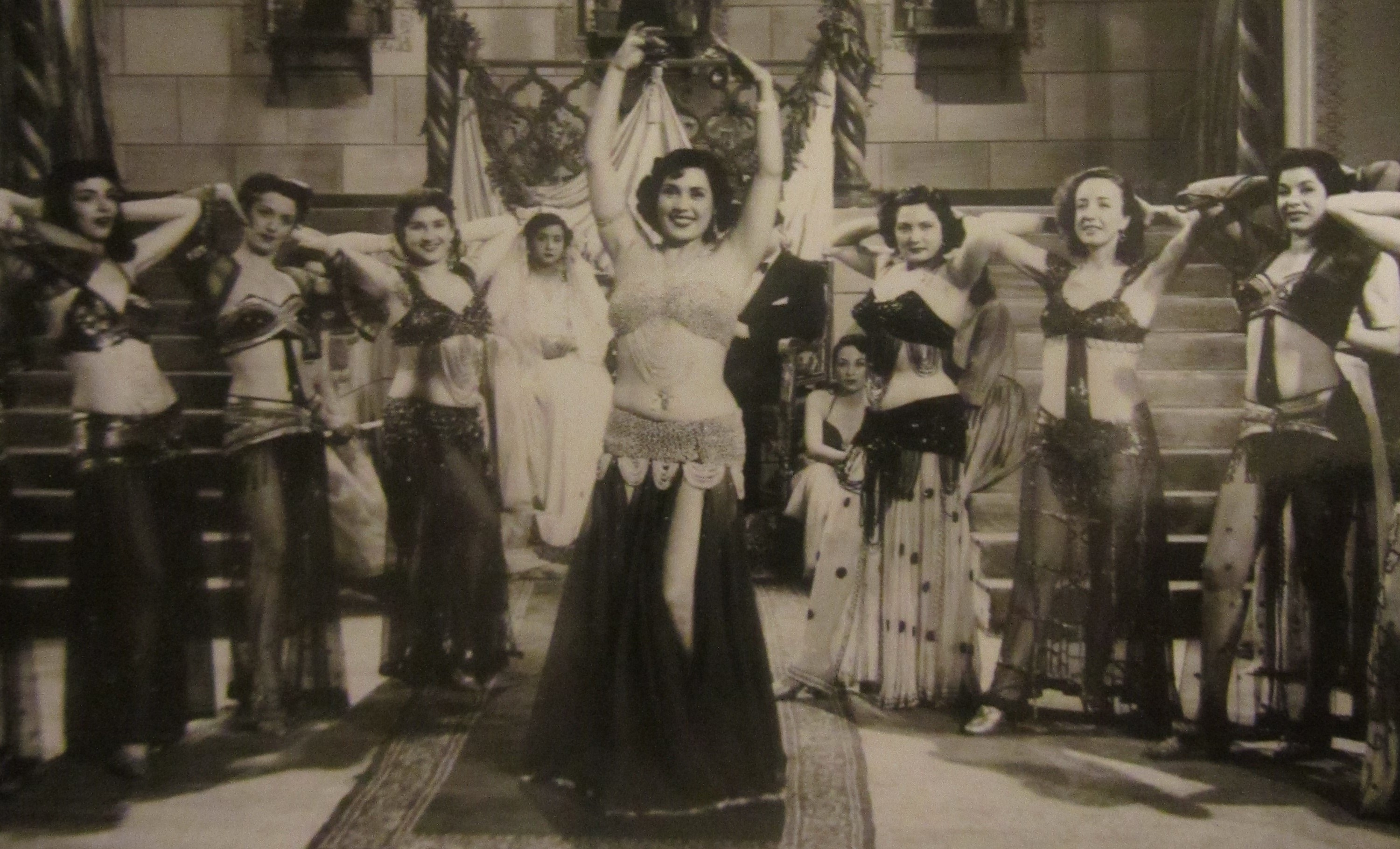
Tahiyya Kariokka mit Filmballet

### Familie
Kariokka war mit insgesamt 14 verschiedenen Männern verheiratet gewesen, darunter mit vielen Prominenten. Ihr erster Ehemann Antoine Issa war ein Neffe von Badia Masabni, der sich für sie zum Islam bekannte. Wie Samia Gamal heiratete auch Kariokka einen US-Amerikaner, einen Armeeoffizier, der ebenfalls für sie zum Islam konvertierte und sie in die USA mitnahm. Nach der schon bald vollzogenen Scheidung kehrte Kariokka nach Ägypten zurück. Weitere Ehemänner waren der Offizier Mustafa Kamal Sadiqi, der Sänger Muharram Fuad, sowie der Schauspieler Rushdi Abaza, Ahmad Salim, Fateen Abd al-Wahab und der Dramatiker Fayez Halawa.
Von 1956 bis 1958 war sie mit dem Bäcker Hassan Hussein verheiratet. Die Ehe endete wegen der von ihr entdeckten Affäre ihres Mannes mit der Sängerin Sabah. Kariokka unternahm einen Suizidversuch mit Schlafmitteln, wurde jedoch rechtzeitig in ein Krankenhaus gebracht. Als nach 18 Jahren gemeinsamer Ehe ihre Beziehung zu dem Künstler Fayez Halawa zerbrach, übernahm dieser ihre Wohnung, woraufhin sie obdachlos wurde und bei einer Freundin schließlich unterkam. In dieser Zeit lehnte sie beharrlich Hilfe von Bekannten ab. Ihr letzter Ehemann war der Regisseur und Bühnenkünstler Hassan Abd al-Salam.
Kariokka war Mutter einer Adoptivtochter namens Atiyat Allah.

### Religiosität
Mit dem Niedergang des säkular-nationalistischen Nasserismus nach dem Tode Gamal Abdel Nassers vollzog sich unter Anwar as-Sadat und Husni Mubarak in den 1970er-- und 1980er-Jahren eine gesamtgesellschaftliche Entwicklung, in der Bezüge auf den Islam und damit verbunden konservative religiöse Werte stärker wurden. In der Folge wurde der gesellschaftliche Druck auf die Tänzerinnen, die als unmoralisch angesehen wurden, größer. Mehrere Tänzerinnen sagten sich in dieser Zeit von ihrer Vergangenheit ab und begannen sich zu verschleiern, bzw. den Hidschab anzulegen, darunter auch Tahiyya Kariokka. Ebenso pilgerte sie zur Haddsch nach Mekka. 1986 zog sie sich aus der Öffentlichkeit vollständig zurück.

### Tod
Tahiyya Kariokka starb am 20. September 1999 an einem Herzinfarkt. Anders als bei der 1994 verstorbenen Samia Gamal, wurde ihre Beerdigung durch den ägyptischen Staat nicht ignoriert; der ägyptische Kulturminister Farouk Hosny führte die Trauerprozession an.

## Nachrufe
Die BBC bezeichnete sie als „Königin des orientalischen Tanzes“; die New York Times als „Marilyn Monroe der arabischen Welt“, die ägyptische Zeitung al-Ahram als eine bedeutendsten Persönlichkeiten des ägyptischen Kinos. Die Seite al-Masrawy bezeichnete sie als „Ausnahmeerscheinung“ der ägyptischen Kunstszene.
Edward Said nannte Kariokka „nicht nur eine Bauchtänzerin, sondern eine Künstlerin, die eine Rolle bei der Gestaltung der modernen Kultur Ägyptens gespielt hat“. Der Filmregisseur Gulal Sharqawi beschrieb Kariokka als „wichtigen Teil von Ägyptens Filmgeschichte“.

## Filmografie (Auswahl)
- 1935: Dr. Farhat
- 1942: Ahib al ghalat
- 1943: Ahlam el chabab
- 1944: Taqiyyat al ikhfa
- 1944: Rabiha-takiet el ekhfaa
- 1944: Naduga
- 1945: Lailat el jumaa
- 1945: El hub el awal
- 1945: Aheb el baladi
- 1946: El Sabr tayeb
- 1946: Najaf
- 1946: Ma akdarshi
- 1946: Li’bat al sitt
- 1948: Yahia el fann
- 1948: Ibn el fellah
- 1948: Hub wa junun
- 1949: Mandeel al helu
- 1949: El Katel
- 1949: Amirat el djezira
- 1949: Aheb el raks
- 1950: Ayni bi-triff
- 1950: Akbal el bakari
- 1951: Khadaini abi
- 1951: Ibn el halal
- 1951: Feiruz hanem
- 1952: El Zuhur el fatina
- 1952: El Omm el katila
- 1952: El Muntasir
- 1953: Ibn al ajar
- 1953: Hira wa chebab
- 1959: Hob hatta El Ebada
- 1964: Al-Tareek
- 1977: Al-Saqqa mat
- 1985: Weda’an Bonapart
- 1990: Iskanderiya, kaman wi kaman
- 1993: Mercedes